# Slimane (chanteur)
Pour les articles homonymes, voir Slimane.
Slimane Nebchi, dit Slimane, né le 13 octobre 1989 à Montfermeil (Seine-Saint-Denis), est un auteur-compositeur-interprète et acteur français.
Il remporte la cinquième saison de The Voice : La plus belle voix le 14 mai 2016, avant de sortir en juillet 2016 son premier album, À bout de rêves, ainsi qu'un deuxième en janvier 2017. Puis en 2020, il remporte avec Vitaa la Victoire de la musique de la meilleure chanson originale pour Ça va ça vient.
Il représente la France au Concours Eurovision de la chanson 2024, à Malmö (Suède), avec sa chanson Mon amour. Il termine quatrième du concours avec 445 points.

## Biographie

### Origines et famille
Issu d'une famille algérienne originaire de Bouchagroune (wilaya de Biskra), Slimane Nebchi naît le 13 octobre 1989 à Montfermeil (Seine-Saint-Denis) et grandit à Chelles (Seine-et-Marne) entouré d'un frère et de deux sœurs, dont il est l'aîné.
Slimane est père d'une fille, Esmeralda, née prématurément le 2 janvier 2022. Il lui rend hommage dans une chanson intitulée Des milliers de je t'aime.

### Débuts musicaux
Adolescent, en 2002, Slimane Nebchi se découvre une passion pour le chant en intégrant une chorale gospel.
Après avoir passé son bac, il intègre plusieurs écoles de musique pendant trois ans et se produit dans des piano-bars de Pigalle. Il participe à divers télé-crochets : Popstar en 2007, Nouvelle Star en 2009, et X-Factor en 2011 sur M6 et Encore une chance en 2012 sur NRJ 12. Bien qu'il ne remporte aucun de ces concours, il commence à se faire remarquer et poste également des vidéos sur Youtube à partir de 2009, où il interprète ses premières compositions. En 2015, dans le bar de nuit l'Orphée de Pigalle où il se produit régulièrement, il y fait la rencontre d'Éric Dussart qui le met en contact avec Didier Barbelivien à la recherche d'une voix cassée pour sa prochaine comédie musicale, Marie-Antoinette et le Chevalier de Maison-Rouge. Barbelivien l'engage dans la troupe de cette comédie musicale et lui fait enregistrer le premier titre de sa carrière. Mais faute de diffusion sur les ondes, ce projet est ajourné avant d'être monté sur scène,.

### Vainqueur de la saison 5 deThe Voice
Slimane Nebchi participe ensuite à la cinquième saison du télé-crochet The Voice : La Plus Belle Voix sur TF1 après avoir été repéré par le directeur de casting Bruno Berberes avec la reprise de la chanson À fleur de toi de Vitaa qu'il a enregistrée en 2014 sur sa chaîne Youtube, Berberes lui ayant proposé de participer à la première saison mais le chanteur ne se sentait pas prêt. Lors des auditions à l'aveugle, son interprétation de la chanson de Vitaa fait se retourner les quatre coachs (il choisira Florent Pagny). Après plusieurs autres interprétations remarquées (Formidable, Les yeux de la mama, Tout le monde y pense, Back to Black, etc.), il remporte l'émission le 14 mai 2016, recueillant 33 % des voix du public.

### Carrière

#### À bout de rêves
Son premier single, Paname, sort le 20 mai 2016 et devient disque de platine. Son premier album, À bout de rêves, paraît le 8 juillet 2016. Classé no 1 en France, en Belgique et en Suisse romande, l'album est certifié double disque de platine, porté par les titres Adieu, Le vide, Frérot, ainsi que la reprise qui l'avait fait connaître lors de The Voice, À fleur de toi (qui reçoit quant à elle un disque d'or).
Une première tournée se déroule durant l'automne 2016. Une réédition de son premier album paraît à la fin de la même année, incluant quelques inédits dont La famille ça va bien et un duo avec Léa Castel, Abîmée. Le 14 mai 2017, il se produit à l'Olympia pour fêter l'anniversaire de sa victoire dans The Voice.
Après avoir joué dans un épisode de Léo Matteï, Brigade des mineurs aux côtés de Jean-Luc Reichmann, il devient coach de The Voice Belgique pour la septième saison, aux côtés de Beverly Jo Scott, Vitaa et Matthew Irons.

#### Solune
Après deux singles parus en 2017 : J'en suis là (qui atteint la 14e place des charts en France) et Viens on s'aime (no 9 en France et no 17 en Belgique), il publie un deuxième album « Solune » (mélange de « Soleil » et de « Lune ») le 26 janvier 2018 vite classé no 1 des ventes en France. En mars 2018, il commence une nouvelle tournée dans toute la France,.

#### VersuS
À la suite du succès du titre Je te le donne en collaboration avec Vitaa, les deux artistes décident de composer un album en duo intitulé VersuS dont la sortie a lieu le 22 août 2019. L'opus est certifié double disque de diamant. VersuS : Chapitre II est sorti le 2 octobre 2020… Versus : L'ultime chapitre est sorti le 26 novembre 2021.

#### Reprises et pause
Tout au long de l'année 2021, le chanteur partage chaque 25 du mois des reprises,,,,,,,,.
En décembre, au lieu d'une reprise, il partage Bref, j'ai besoin d'une pause,, pour annoncer qu'il prend une pause de quelques mois avant la suite de la tournée VersuS et son nouvel album. Il en profite pour s'en prendre à la médiatisation des idées d'Éric Zemmour : « Il y a un mec à la télé avec un nom de famille du Bled qui préfèrerait qu'Hapsatou s'appelle Corinne… ».

#### Chroniques d'un cupidon
Le 20 mai 2022, Slimane fait son grand retour en solo avec La recette,, premier extrait d'un nouvel album à venir. Le 29 juin, il dévoile Dans le noir en live à The Voice Belgique.
Le 24 juin 2022, il annonce la date de sortie, le titre, la tracklist et la pochette de l'album Chroniques d'un cupidon. Il le sort, le 2 septembre. En juillet, sortent des extraits de tous les feats de son album, Les Amants de la colline en featuring avec La Zarra, Zina avec Manal, La vie est belle en collaboration avec Soprano, Maladie avec Lyna Mahyem et Chez toi en featuring avec Claudio Capéo. Le 5 août, son nouveau titre Peurs sortpuis le 12 août, Les roses du Bois de Boulogne et le 19 août le titre Sentimental.

#### Eurovision 2024

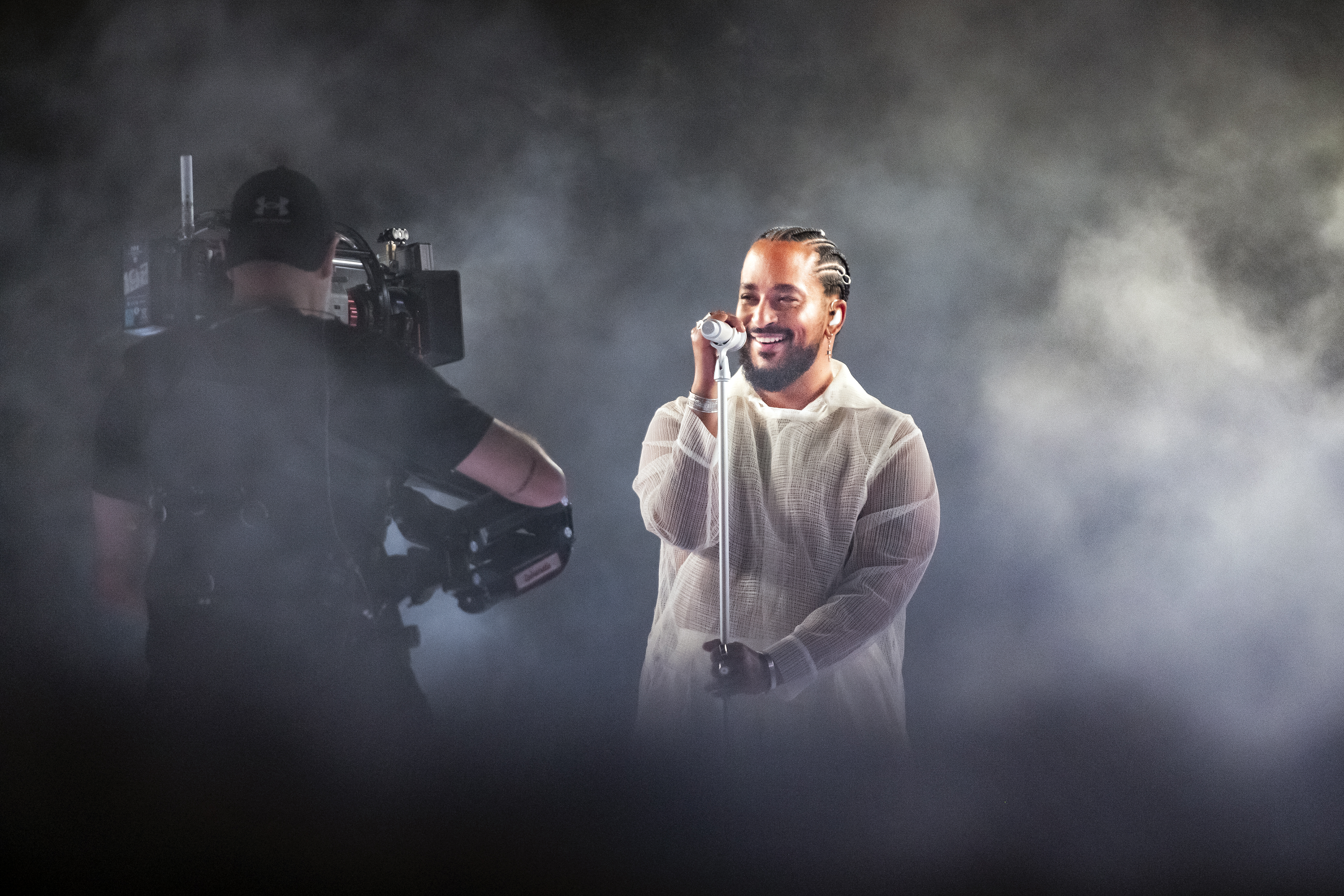
Slimane, interprétant « Mon Amour » sur la scène de l'Eurovision, en mai 2024.

Le 8 novembre 2023, Slimane est sélectionné en interne par France Télévisions pour représenter la France au Concours Eurovision de la chanson 2024 ayant lieu entre le 7 et le 11 mai 2024, avec sa chanson Mon amour, révélée le même jour dans le Journal de 20 heures  de France 2. La chanson est composée par Slimane, Meïr Salah et Yaacov Salah. Il se classe 4e sur les 25 pays participants à la finale, obtenant 445 points (218 du jury et 227 au télévote). Il offre une huitième 4e place à la France depuis la création du Concours[réf. souhaitée].

## Engagements
Slimane est parrain de l’association « Juste humain », ayant pour mission d’œuvrer au bien-être des plus jeunes dans les hôpitaux.
En 2018, il participe à Fort Boyard et, en 2019, à Boyard Land pour cette même association. En janvier 2018, il déclare qu'il « soutient la cause des Enfoirés », mais qu'« il n'intégrera pas l’équipe », car il « ne souhaite pas se déguiser ». Il l'intègre finalement l'année suivante.
En février 2018, sur le plateau de Salut les Terriens ! présenté par Thierry Ardisson, il revient sur les insultes homophobes et racistes dont il est victime sur les réseaux sociaux,. Fin 2017, il avait déjà sorti, en guise de réponse, la chanson Viens on s'aime.
Le 2 juillet 2023, il réagit, via un post Instagram, face à la mort de Nahel Merzouk et à la cagnotte lancée par l'homme politique et polémiste d'extrême droite Jean Messiha en faveur de la famille du policier accusé d'homicide en ces termes : « Être horrifié par les images du meurtre de Nahel ce n'est pas être contre la police, c'est être horrifié par le symbole d'une république qui tue nos frères, nos enfants, c'est avoir un cœur qui bat, c'est profondément vouloir la justice… Être horrifié par cette cagnotte qui a été faite pour un présumé assassin ce n'est pas être contre un système mais c'est lire entre les lignes. C'est comprendre avec effroi que la haine et le racisme ne se cachent plus depuis bien longtemps et même face à la pire cruauté qui est celle d'enlever la vie… ».

## Affaire judiciaire
En octobre 2024, une plainte est déposée contre Slimane par un technicien du spectacle pour un harcèlement sexuel supposé — de l’avoir entravé contre un mur pour lui proposer une relation sexuelle, avant de lui adresser, sans son consentement, plusieurs messages et vidéos, dont certains à caractère pornographique — durant la nuit du 17 au 18 décembre 2023 après un concert à Saint-Étienne,. Mimi Marchand et plusieurs proches du chanteur se sont activés durant plusieurs mois pour éviter que l'information ne s'ébruite et remette en question des projets avec France Télévisions et TF1.
Le parquet de Saint-Étienne ouvre une enquête contre Slimane, en novembre 2024, pour « harcèlement sexuel aggravé par l'utilisation d'un support numérique ou électronique » .
Le 18 novembre 2024, Le Parisien révèle qu'une deuxième plainte a été déposée par une autre personne pour agression sexuelle et tentative d’agression sexuelle - les faits auraient eu lieu la même nuit que les précédents faits dénoncés,.
Le 22 novembre 2024, Mediapart publie le témoignage de deux autres hommes mettant en cause le chanteur : celui-ci leur aurait envoyé sans consentement des photos à caractère pornographique.

## Discographie

### Certifications des albums
| Titre                                                              | Détails de l'album                                                             | Meilleure position | Meilleure position | Meilleure position | Meilleure position | Meilleure position | Meilleure position | Ventes                   | Certifications                                           |
| Titre                                                              | Détails de l'album                                                             | FRA                | FLA                | WAL                | CH                 | ROM                | ALL                | Ventes                   | Certifications                                           |
| ------------------------------------------------------------------ | ------------------------------------------------------------------------------ | ------------------ | ------------------ | ------------------ | ------------------ | ------------------ | ------------------ | ------------------------ | -------------------------------------------------------- |
| À bout de rêves                                                    | - Date de sortie : 8 juillet 2016 - Label : ULM, Mercury, Universal            | 1                  | 116                | 1                  | 4                  | 1                  | —                  | - : 331 000 - : 25 000   | - France (SNEP) : 3 × Platine - Belgique (BEA) : Platine |
| Solune                                                             | - Date de sortie : 26 janvier 2018 - Label : ULM, Mercury, Universal           | 2                  | —                  | 1                  | 8                  | 1                  | —                  | - : 329 000 - : 30 000   | - France (SNEP) : 2 × Platine - Belgique (BEA) : Platine |
| VersuS (avec Vitaa)                                                | - Date de sortie : 23 août 2019 - Label : Mercury Records, Play Two            | 1                  | 78                 | 1                  | 6                  | 1                  | 99                 | - : 1 000 000 - : 30 000 | - France (SNEP) : Diamant - Belgique (BEA) : Platine     |
| Chroniques d'un cupidon                                            | - Date de sortie : 2 septembre 2022 - Label : Universal Music Group, Noé Music | 1                  | 83                 | 1                  | 6                  | 1                  | —                  | - : 208 000 - : 20 000   | - France (SNEP) : 2 × Platine - Belgique (BEA) : Platine |
| Essentiels                                                         | - Date de sortie : 9 mai 2024 - Label : Universal Music Group, Noé Music       | 1                  | —                  | 3                  | 16                 | 1                  | —                  | - : 50 000               | - France (SNEP) : Or                                     |
| « — » indique que le titre n'est pas sorti ou classé dans le pays. |                                                                                |                    |                    |                    |                    |                    |                    |                          |                                                          |

### Comédies musicales
- 2015 : Marie-Antoinette et le Chevalier de Maison-Rouge

### Chansons écrites et co-écrites pour/avec d'autres artistes
2017 : 
- Changer le monde sur l'album La vie sait (Priscilla Betti)
- La vie sait sur l'album La vie sait (Priscilla Betti)
- Le Cœur au sud sur l'album La vie sait (Priscilla Betti)
- C'est peut-être sur l'album Le Présent d'abord (Florent Pagny)
- Promesse sur l'album Promesse (Patrick Fiori)

2018 :
- Les choses simples sur l'album Nouvelle Page (Jenifer) Or
- Tout (Amaury Vassili)

2019 : 
- Reste (GIMS & Sting)  Diamant
- Perdu sur l'album Pyramide (M. Pokora)
- Tombé sur l'album Pyramide (M. Pokora)  Diamant
- Si t'es pas là sur l'album Pyramide (M. Pokora)  Or
- Demain sur l'album Demain (Amel Bent)
- Je danse encore sur la réédition de Kingdom (Bilal Hassani)
- Demain j'arrête sur l'album Tant que rien ne m'arrête (Claudio Capéo)

2020 : 
- Les enfants du monde (Green Team & Erza Muqoli)
- Habibi sur l'album Mi Vida (Kendji Girac)  Or
- Conquistador sur l'album Mi Vida (Kendji Girac)
- La magicienne sur l'album Mi Vida (Kendji Girac)
- Dis-moi qui je suis (Madame Monsieur)
- Tu es toujours là (Jean-Baptiste Guégan)

2021 : 
- Dis moi (Antoine Delie)
- Maintenant (Les Enfoirés)
- Tourner la tête sur l'album Vivante (Amel Bent)

2022 : 
- Maquiller (Sola)
- PS : Je t'aime (Christophe Willem)  Platine
- Même pas mal (Louis Albi)
- Elle était là (Sola)

2023 : 
- La vie est belle (Manon)
- Rouler (Sola)
- Rien que pour moi (Anabel)
- Un dimanche avec toi sur l'album Charlotte (Vitaa)
- Je n'oublie pas sur l'album Charlotte (Vitaa)  Or
- Cœur endommagé sur l'album Charlotte (Vitaa)
- Ton amoureuse sur l'album Charlotte (Vitaa)
- Guerrière (Sola)
- Comme un pantin (Christophe Willem)

2024 : 
- Ta peine (Lara Fabian)
- Une autre danse (Patrick Fiori)

2025
- Si tu m’aimes (Arslane)

## Filmographie

### Cinéma
- 2018 : Break de Marc Fouchard : Malik

### Séries télévisées
- 2016 : Léo Mattei : Raphaël  (saison 4, épisode 3 : Hors de contrôle)
- 2023 : Jusqu'ici tout va bien : lui-même (épisode 4)

## Émissions de télévision

### France

#### Candidat
- 2007 : Popstars (saison 4) sur M6
- 2009 : Nouvelle Star (saison 7) sur M6
- 2011 : X Factor (saison 2) sur M6
- 2012 : Encore une chance sur NRJ 12
- 2016 : The Voice (saison 5) sur TF1 : gagnant
- 2018 : Fort Boyard sur France 2
- 2019 : Boyard Land sur France 2
- 2024 : Concours Eurovision de la chanson sur France 2 : représentant de la France, classé 4e

#### Juré
- 2018 : La France a un incroyable talent sur M6 (saison 13) : participation au jury lors de la deuxième demi-finale
- 2019 : Élection de Miss France 2020 sur TF1
- 2021 : The Voice (saison 10 et All Stars) sur TF1 : coach invité
- 2023- : The Voice Kids (depuis la saison 9) sur TF1 : juré

#### Participations
- 2019 - 2024 (hormis 2022) : Les Enfoirés sur TF1 : membre de la troupe
- 2024 : Rendez-vous en terre inconnue présenté par Frédéric Lopez sur France 2 : participant

### Belgique
- 2018 - 2019 : The Voice Belgique (saisons 7 et 8) sur La Une : juré
- 2020 : The Voice Kids Belgique (saison 1) sur La Une : juré
- 2022 : Saison 10 de The Voice Belgique : coach d'honneur
- 2024 : participe à la Grande Soirée de CAP48.

## Distinctions
| Année                        | Travail nommé                                | Catégorie                                                        | Résultat   |
| ---------------------------- | -------------------------------------------- | ---------------------------------------------------------------- | ---------- |
| NRJ Music Awards 2018        | Lui-même feat. Naestro, Gims, Vitaa et Dadju | Groupe/duo francophone de l'année                                | Nomination |
| NRJ Music Awards 2018        | Lui-même                                     | Artiste masculin francophone de l'année                          | Nomination |
| NRJ Music Awards 2019        | Lui-même et Vitaa                            | Groupe/duo francophone de l'année                                | Nomination |
| NRJ Music Awards 2019        | Lui-même                                     | Artiste masculin francophone de l'année                          | Nomination |
| NRJ Music Awards 2019        | Ça va ça vient                               | Chanson francophone de l'année (en duo avec Vitaa)               | Nomination |
| NRJ Music Awards 2019        | Ça va ça vient                               | Performance francophone de la soirée (en duo avec Vitaa)         | Lauréat    |
| Victoires de la musique 2020 | Ça va ça vient                               | Chanson originale (en duo avec Vitaa)                            | Lauréat    |
| La Chanson de l'année 2020   | Avant toi (en duo avec Vitaa)                | Chanson de l'année                                               | Lauréat    |
| NRJ Music Awards 2020        | Lui-même et Vitaa                            | Groupe/duo francophone de l'année                                | Lauréat    |
| NRJ Music Awards 2020        | Avant toi                                    | Chanson francophone de l'année (en duo avec Vitaa)               | Lauréat    |
| NRJ Music Awards 2020        | Ça ira                                       | Clip de l'année (en duo avec Vitaa)                              | Lauréat    |
| NRJ Music Awards 2021        | Lui-même et Vitaa                            | Groupe/duo francophone de l'année                                | Lauréat    |
| NRJ Music Awards 2021        | De l'or                                      | Clip de l'année (en duo avec Vitaa)                              | Lauréat    |
| NRJ Music Awards 2022        | Lui-même                                     | Artiste masculin francophone de l'année                          | Nomination |
| NRJ Music Awards 2022        | La Recette                                   | Chanson originale francophone                                    | Nomination |
| NRJ Music Awards 2023        | Lui-même                                     | Artiste masculin francophone de l'année                          | Lauréat    |
| NRJ Music Awards 2023        | Chez toi                                     | Collaboration francophone de l'année (en duo avec Claudio Capéo) | Lauréat    |
| NRJ Music Awards 2023        | Chez toi                                     | Chanson francophone de l'année (en duo avec Claudio Capéo)       | Nomination |
| NRJ Music Awards 2024        | Lui-même                                     | Artiste masculin francophone de l'année                          | Lauréat    |
| NRJ Music Awards 2024        | Mon amour                                    | Chanson francophone de l'année                                   | Nomination |
| MTV Europe Music Awards 2024 | Lui-même                                     | Meilleur artiste français                                        | Nomination |